# 艾爾登法環
《艾尔登法环》是一款由FromSoftware開發，万代南梦宫娱乐發行的魂系動作角色扮演遊戲。本作是由遊戲製作人宮崎英高與奇幻小說家乔治·R·R·马丁共同創作。遊戲於2022年2月25日發行，有PS4、PS5、Windows、Xbox One、Xbox Series X/S等版本，並計劃於2025年發售Nintendo Switch 2版本。而DLC《艾爾登法環 黃金樹幽影》（Elden Ring  Shadow of the Erdtree)則在2024 年 6 月 21 日正式推出，登上 PC、PS4、PS5、Xbox One、Xbox Series X/S 等平台。本作擁有魂類遊戲固有的高難度關卡、開放世界、無指引探索、多重結局、多種職業等遊戲特點。截至2025年4月29日，本作全球銷量已突破3000萬套。

## 遊戲玩法
本作為第三人稱的動作角色扮演遊戲，玩法融合前作《黑暗靈魂》系列、《血源詛咒》、《隻狼》的某些特點。宮崎英高將《艾爾登法環》視為《魂系列》遊戲的「進化」，和其他作品相比，本作體量更加龐大。不僅以開放世界呈現，更將帶來騎馬戰鬥、召喚靈等新遊戲機制。 與其它開放世界遊戲不同，《艾爾登法環》不會像其它遊戲一樣擁有住着許多非玩家角色的城鎮。製作負責人北尾泰大表示：遊戲世界將分成三種地圖架構，分別為「開放式場景」、「中小型地下迷宮」以及大型迷宮關卡「傳說遺跡」，並有晝夜及天氣的環境變化。
遊戲與《黑暗靈魂》系列一樣能夠自訂角色外貌，裝備及能力值也可以自己決定。可以依照自己的喜好來打造角色，並根據自身習慣選擇以劍、弓、沉重武器、魔法等各式武器或手段進行戰鬥。當玩家遇到強敵或頭目出現的時候，可以召喚「骨灰」夥伴並肩作戰。骨灰本身也可以進行強化，而且因為骨灰有許多種類，可以依照情境需求來選擇召喚的骨灰。另外也加入如《隻狼》一般的潛行要素，當角色蹲下或藏身於樹叢中時，較不容易被敵人發現，因此可選擇潛行接近敵人的背後並發動背刺處決，或繞到更安全的地方。
遊戲另一大特點為騎馬，透過使用道具自由地召喚出「靈馬」。靈馬可進行二段跳躍，或運用氣流在大幅高低差的地形之間移動。玩家可利用靈馬在開放式場景探索，也可在馬背上進行戰鬥，但在地下迷宮及線上多人連線遊玩時則無法騎乘靈馬。另外本作同《黑暗靈魂》系列、《血源詛咒》提供多人連線的功能，可和其他玩家一起探索、共同對抗頭目，也可入侵其他玩家的世界進行敵對戰鬥。也有非同步線上元素，像是在地上留下訊息，或是將玩家死亡狀況具現化的「血跡」等。

## 遊戲情節

### 背景
《艾爾登法環》故事發生在名為「交界地」的地區。艾爾登法環破碎后，其碎片「大盧恩」散落各地。「永恆女王」瑪莉卡失去踪迹，「黄金」葛德文在「黑刀之夜」成为最初的死者。玛莉卡的後代众半神们取得法環碎片，碎片带来的力量使他们陷入疯狂，引发「破碎战争」，此战没有王者崛起，却导致「无上意志」的抛弃。玩家作為褪色者，目標是修復艾爾登法環，成為艾爾登之王。

### 主線
游戏开始后，玩家在候王礼拜堂醒来，发现死亡的指头女巫，游戏内官方建言「即使引导已经破碎，也请您当上艾尔登之王。」离开此处后，玩家将在「漂流墓地」开始正式的旅程。不久后玩家与梅琳娜会面，对方提出条件，要求玩家带其前往黄金树脚下的王城罗德尔，她则会交给玩家灵马托雷特及把卢恩转化为自身力量的方法。
点亮足够的赐福点后，梅琳娜会将玩家带往「圆桌厅堂」。在这里百智爵士会告诉玩家，在击败第一个碎片君王，并取得其大卢恩后，玩家可以在圆桌厅堂见到无上意志的使者「双指」。玩家照做后可以与双指身边的解指老妪对话，得知至少需要两个大卢恩才能修补法环。取得第二个大卢恩后，解指老妪会告诉玩家王城的封印已经解开，可以进入了。
玩家进入王城罗德尔后梅琳娜会在赐福处感谢玩家达成约定，并与玩家告别。玩家击败王城最高处的「赐福王」蒙葛特后，被告知黄金树拒绝所有人，即便是守护黄金树的王也不例外。在赐福处与梅琳娜交谈，她再次提出约定，带她去巨人山顶取得火焰，烧掉黄金树的刺，而她会负责火种的事。
玩家到达火焰大锅后梅琳娜会在赐福处将自身作为火种，点燃黄金树，同時進入「逐漸崩毀的法姆‧ 亞茲拉」。解放「命定之死」後，黃金樹徹底燃燒，王城也变成灰城。进入黄金树后前后击败王夫拉达冈和艾尔登之兽，便可以开始选择结局。

### 结局
根據玩家所選擇方向的不同，總共有六種不同的時代作為結局，直接修復法環的宿命之主，當上「艾爾登之王」；或是成為魔女菈妮的暗夜之主，進入「星之時代」；亦或是成為燒毀一切的渾沌之主，化為「癲火之王」。

## 開發
《艾爾登法環》最初於2019年E3電子娛樂展上宣布，是一款由FromSoftware開發、万代南梦宫娱乐發行的黑暗幻想動作角色扮演遊戲，預計登陸Microsoft Windows、PlayStation 4和Xbox One。 本作由FromSoftware「魂系列」製作人宫崎英高主導，並與自奇幻文學《冰與火之歌》系列聞名的小說家喬治·R·R·馬丁共同創作。 宫崎英高一直是馬丁作品的粉絲。他向馬丁提出合作建議，邀請一同打造一款新遊戲，並給予了馬丁自由的創作空間，來打造遊戲宇宙的整體故事。 除此之外，也有部分《冰與火之歌》改編之電視劇《权力的游戏》的工作人員參與了遊戲開發。
《艾爾登法環》在2017年《黑暗靈魂III》的可下载内容《环印城》推出後開始進行開發。 和宮崎英高的《黑暗靈魂》一樣，《艾爾登法環》將無特定主角，允許玩家自訂遊戲角色。  當被問到是否會推出小說時，宮崎英高表示他認為遊戲故事該由玩家透過遊玩來體驗，否則會破壞掉遊戲裡各種秘密的神秘感。
本作的配樂將由曾為數款宮崎英高作品作曲的北村友香進行製作。
《艾爾登法環》原計畫在2022年1月21日於Microsoft Windows、PlayStation 4、PlayStation 5、Xbox One、Xbox Series X/S上發行，但在2021年10月18日作出緊急宣佈將會延期至2022年2月25日發售，原因是「遊戲深度與戰略自由度遠超預期」。
2023年2月，官方發表了《艾爾登法環》首部可下载内容：「黃金樹幽影」（英語：Shadow of the Erdtree）正在開發中的訊息。2024年2月21日，官方發布黃金樹幽影的首支預告片，並揭示於同年的6月21日全球同步发售。
2024年12月13日，FromSoftware于2024年度游戏大奖发布会上公布了新作《艾爾登法環 黑夜君臨》。游戏在继承了《艾爾登法環》的部分敌人和武器等要素后进行了重新设计。支持单人或3人合作游玩。游戏预计将于2025年发售。

## 評價
| 汇总媒体   | 得分                                   |
| ---------- | -------------------------------------- |
| Metacritic | (PC) 95/100 (PS5) 96/100 (XBSX) 96/100 |

| 媒体            | 得分   |
| --------------- | ------ |
| Destructoid     | 10/10  |
| Easy Allies     | 9.5/10 |
| Game Informer   | 10/10  |
| Game Revolution | 10/10  |
| GamesRadar+     | [ 26 ] |
| GameSpot        | 10/10  |
| HardcoreGamer   | 5/5    |
| IGN             | 10/10  |
| PC Gamer美国    | 90/100 |
| PCGamesN        | 10/10  |
| Shacknews       | 9/10   |
| 衛報            | [ 33 ] |
| VG247           | [ 34 ] |
| VideoGamer.com  | 9/10   |

《艾爾登法環》在Metacritic網站獲得「普遍讚譽」的評價，在該網站的評分是史上前幾高的。在Twitch實況平台，遊戲發行後的24小時內，吸引了將近90萬名觀眾觀看，是繼《失落的方舟》與《赛博朋克2077》後的第三高。截至2025年3月，艾爾登法環获得435项年度游戏奖项，为游戏史上获得年度大奖最多的游戏。
衛報對遊戲內的探索要素給出讚賞；GamesRadar+喜歡《艾爾登法環》相對以往魂系遊戲所做出的改變；Destructoid認為這次的故事講得比之前的黑暗靈魂系列還要好；Ars Technica雖然批評遊戲地圖未能正確反映垂直高度變化，但同時也表達了對遊戲內玩家的坐騎——靈馬托雷特的喜愛；Eurogamer稱讚了遊戲世界的設計；Polygon喜歡遊戲戰鬥上的設計，讓玩家在與敵人戰鬥時有更多選項，但又不失挑戰性；IGN讚賞《艾爾登法環》缺少目標標記的作法，但認為應該要有任務日誌之類的東西來記錄線索；在享受開放世界的同時，Game Informer強調了地下城的設計；PCGamesN認為用戶介面的進步讓遊戲更容易上手。
電腦版剛發行時，因為幀數問題受到批評，萬代承諾會在未來的版本修正此問題。

### 銷售
PC版本的《艾爾登法環》在剛發行的幾分鐘內，在Steam平台上就有734,000人同時在線遊玩，超越了FromSoftware之前的遊戲《黑暗靈魂3》與《隻狼》。 遊戲一推出就登上了Steam週銷量的冠軍，其各個版本包辦了週銷量排行榜前五名的四個位置， 截至2022年3月2日，Steam Spy預估《艾爾登法環》在Steam上已售出超過1000萬份。 截至2022年3月7日，《艾爾登法環》最高有953,000位玩家同時在線，是Steam平台有史以來第六高。
在日本，遊戲發行首週的實體銷量達278,507份，是當週最暢銷的遊戲，其中PS4版本售出188,490份，在PS4遊戲銷量排名第一，PS5則售出90,017份，在PS5遊戲銷量排名第二。 發行第二週的實體銷量有70,056份，是當週銷量第三名，僅次於《跑車浪漫旅7》與《三角戰略》，發行後的頭兩週，遊戲實體共售出348,563份。
在美國，《艾爾登法環》是2022年初最暢銷的遊戲。雖然是在二月的最後一週發行的，但當週的銷量，已經能在過去12個月的月銷量排名第二，僅次於2021年11月的《決勝時刻：先鋒》。發行首週的強勢表現，讓《艾爾登法環》成為過去一年第五暢銷的遊戲。
在英國，《艾爾登法環》一亮相就登上遊戲實體銷售榜首，是2022年初實體銷售量第三多的遊戲，僅次於《寶可夢傳說 阿爾宙斯》以及《地平線 西域禁地》。加上數位版的銷量，《艾爾登法環》首週銷量是前一週《地平線 西域禁地》的2.5倍，是繼2018年《碧血狂殺2》後，《FIFA系列》與《決勝時刻系列》以外最暢銷的遊戲。 發行一週後，《艾爾登法環》在2022年2月的月銷量排名第一，銷量是第二名的兩倍， 發行第二週，《艾爾登法環》依然是英國最暢銷的遊戲。
在西班牙，《艾爾登法環》實體版銷量達到60,500份，是FromSoftware在該地區最暢銷的遊戲。
2022年3月16日，FromSoftware宣布《艾爾登法環》銷量突破1200萬套，在日本的銷量則突破100萬套（此數據統計到2022年3月4日，包含實體版與數位版），是魂系遊戲銷售速度最快的一款。2023年2月22日，萬代南夢宮娛樂發表《艾爾登法環》的全球累積出貨量突破2000萬套的公告。。2024年6月13日，萬代南夢宮娛樂宣布遊戲全球銷量突破2500萬套。

### 所獲獎項
| 年份 | 獎項                     | 獲提名                        | 結果 | 來源          |
| ---- | ------------------------ | ----------------------------- | ---- | ------------- |
| 2020 | 金搖桿獎                 | 最受期待遊戲                  | 提名 | [ 61 ]        |
| 2020 | 遊戲大獎                 | 最受期待遊戲                  | 獲獎 | [ 62 ]        |
| 2021 | 金搖桿獎                 | 最受期待遊戲                  | 獲獎 | [ 63 ]        |
| 2021 | 遊戲大獎                 | 最受期待遊戲                  | 獲獎 | [ 62 ]        |
| 2022 | 日本遊戲大獎             | 大獎                          | 獲獎 | [ 64 ]        |
| 2022 | 日本遊戲大獎             | 優秀獎                        | 獲獎 | [ 64 ]        |
| 2022 | 金搖桿獎                 | 終極年度遊戲                  | 獲獎 | [ 65 ]        |
| 2022 | 金搖桿獎                 | 最佳視覺設計                  | 獲獎 | [ 65 ]        |
| 2022 | 金搖桿獎                 | 最佳多人遊戲                  | 獲獎 | [ 65 ]        |
| 2022 | 金搖桿獎                 | 評論家選擇獎                  | 獲獎 | [ 65 ]        |
| 2022 | 遊戲大獎                 | 年度遊戲                      | 獲獎 | [ 66 ]        |
| 2022 | 遊戲大獎                 | 最佳遊戲指導                  | 獲獎 | [ 66 ]        |
| 2022 | 遊戲大獎                 | 最佳敘事                      | 提名 | [ 66 ]        |
| 2022 | 遊戲大獎                 | 最佳美術指導                  | 獲獎 | [ 66 ]        |
| 2022 | 遊戲大獎                 | 最佳配樂/原聲帶               | 提名 | [ 66 ]        |
| 2022 | 遊戲大獎                 | 最佳音效設計                  | 提名 | [ 66 ]        |
| 2022 | 遊戲大獎                 | 最佳角色扮演遊戲              | 獲獎 | [ 66 ]        |
| 2022 | Steam大獎                | 年度遊戲獎                    | 獲獎 | [ 67 ]        |
| 2022 | Steam大獎                | 「難到抓狂的極品」獎          | 獲獎 | [ 67 ]        |
| 2023 | 第十二屆紐約遊戲大獎     | Big Apple年度最佳遊戲獎       | 獲獎 | [ 68 ]        |
| 2023 | 第十二屆紐約遊戲大獎     | Herman Melville遊戲最佳編劇獎 | 提名 | [ 68 ]        |
| 2023 | 第十二屆紐約遊戲大獎     | 最佳世界自由女神像獎          | 獲獎 | [ 68 ]        |
| 2023 | 第十二屆紐約遊戲大獎     | Tin Pan Alley最佳遊戲音樂獎   | 提名 | [ 68 ]        |
| 2023 | 第廿六屆D.I.C.E.大獎     | 年度遊戲大獎                  | 獲獎 | [ 69 ]        |
| 2023 | 第廿六屆D.I.C.E.大獎     | 傑出遊戲指導                  | 獲獎 | [ 69 ]        |
| 2023 | 第廿六屆D.I.C.E.大獎     | 傑出遊戲設計                  | 獲獎 | [ 69 ]        |
| 2023 | 第廿六屆D.I.C.E.大獎     | 年度角色扮演遊戲              | 獲獎 | [ 69 ]        |
| 2023 | 第廿六屆D.I.C.E.大獎     | 傑出技術成就                  | 獲獎 | [ 69 ]        |
| 2023 | 第廿六屆D.I.C.E.大獎     | 傑出故事                      | 提名 | [ 69 ]        |
| 2023 | 第廿六屆D.I.C.E.大獎     | 傑出動畫                      | 提名 | [ 69 ]        |
| 2023 | 第廿三屆遊戲開發者選擇獎 | 年度遊戲                      | 獲獎 | [ 70 ] [ 71 ] |
| 2023 | 第廿三屆遊戲開發者選擇獎 | 最佳音效                      | 提名 | [ 70 ] [ 71 ] |
| 2023 | 第廿三屆遊戲開發者選擇獎 | 最佳遊戲設計                  | 獲獎 | [ 70 ] [ 71 ] |
| 2023 | 第廿三屆遊戲開發者選擇獎 | 遊戲創新獎                    | 提名 | [ 70 ] [ 71 ] |
| 2023 | 第廿三屆遊戲開發者選擇獎 | 最佳技術                      | 提名 | [ 70 ] [ 71 ] |
| 2023 | 第廿三屆遊戲開發者選擇獎 | 最佳視覺藝術                  | 獲獎 | [ 70 ] [ 71 ] |

## 衍生及后续

### 电子游戏
2024年12月，FromSoftware在游戏大奖上公布了《艾尔登法环》的衍生游戏《艾尔登法环 黑夜君临》，游戏类型变为多人合作，并包含大逃杀游戏和Roguelike元素。游戏预计于2025年5月30日发售在Microsoft Windows、PlayStation 4、PlayStation 5、Xbox Series X/S、Xbox One等平台。

### 漫畫
自2022年9月4日起，在KADOKAWA的網路漫畫網站「ComicWalker」、「COMIC Hu」上進行連載，由漫畫家飞田二木壱負責作畫，原作為FromSoftware。漫畫名稱為《ELDEN RING 黃金樹之路》。
| 卷數 | KADOKAWA      | KADOKAWA               | 台灣角川      | 台灣角川               |
| 卷數 | 發售日期      | ISBN                   | 發售日期      | ISBN                   |
| ---- | ------------- | ---------------------- | ------------- | ---------------------- |
| 1    | 2022年12月2日 | ISBN 978-4-04-681983-3 | 2023年4月6日  | ISBN 978-626-3523-41-8 |
| 2    | 2023年3月3日  | ISBN 978-4-04-682161-4 | 2024年2月1日  | ISBN 978-626-3783-86-7 |
| 3    | 2023年7月4日  | ISBN 978-4-04-682509-4 | 2024年6月6日  | ISBN 978-626-4001-02-1 |
| 4    | 2023年12月4日 | ISBN 978-4-04-683112-5 | 2024年7月25日 | ISBN 978-626-4002-45-5 |
| 5    | 2024年3月4日  | ISBN 978-4-04-683443-0 | 2025年1月9日  | ISBN 978-626-4151-45-0 |
| 6    | 2024年7月4日  | ISBN 978-4-04-683731-8 |               |                        |
| 7    | 2024年12月4日 | ISBN 978-4-04-684178-0 |               |                        |
| 8    | 2025年3月3日  | ISBN 978-4-04-684474-3 |               |                        |
| 9    | 2025年7月4日  | ISBN 978-4-04-684913-7 |               |                        |

## 趣聞
- 參與《艾爾登法環》的玩家中，遊戲ID「Let Me Solo Her」的玩家因為在遊戲裡志願幫助玩家擊敗頭目角色瑪蓮妮亞（Malenia），甚至達成超過2000次的擊殺記錄，在2022年收獲萬代南夢宮遊戲致贈的賀卡、木雕和模型長劍賀禮，亦獲得大量玩家的祝賀[73]。「Let Me Solo Her」在遊戲裡的貢獻，亦出現仿效和致敬其作為、遊戲ID為「Let Me Solo Them」的玩家協助其餘玩家擊殺瑪蓮妮亞[74]。

- 遊戲發行後，KADOKAWA集团旗下的免費網路青年雜誌《COMIC Hu》於2022年9月4日開始連載以《艾爾登法環》的世界觀為基礎所改編的搞笑漫畫《ELDEN RING 黃金樹之路》，同步釋出包含日文、英文與正體中文在內的11種語言[75]。

## 外部連結
- 官方网站：日文、亚洲
- 艾爾登法環 （页面存档备份，存于） 在FromSoftware的页面
- YouTube上的艾爾登法環播放列表
- YouTube上的艾爾登法環頻道